# Ринуччини, Джованни
Джованни Ринуччини (итал. Giovanni Rinuccini; 22 июля 1743, Флоренция, Великое герцогство Тосканское — 28 декабря 1801, Рим, Папская область) — итальянский куриальный кардинал. Вице-камерленго Святой Римской Церкви с 7 апреля 1789 по 21 февраля 1794 года. Кардинал-дьякон с 21 февраля 1794 года, с титулярной диаконией Сан-Джорджо-ин-Велабро с 12 сентября 1794 года.